# غريغ بويل
غريغ بويل (بالإنجليزية: Greg Boyle)‏ هو قسيس أمريكي، ولد في 19 مايو 1954 في لوس أنجلوس في الولايات المتحدة.

## وصلات خارجية
- الموقع الرسمي